# 公私混同
公私混同（こうしこんどう）は、公的なことがらと私的なことがらの混同をさす言葉である。

## 概要
社会においては「『公』（おおやけ）とされている場」（職場、仕事、学校など）と「『私』（わたくし）とされている場」（自宅や趣味など）が存在し、それぞれの場所に応じた振舞い方が要求されるが、それができずに双方で混同した振る舞いがされているような状態のことをいう。
たとえば、社会人が職場に私的な事情（家庭、恋愛、趣味、思想など）を持ち込むことで業務に影響をきたすような場合のことをいい、業務に不必要な事情を持ち込むため、大抵の場合は否定的に捉えられる。
特に、公務員など公職につく者の忖度による公私混同や職務権限を持つ者が公私混同する事で、小さな権威主義社会を構成すると、反民主主義的な行動が社会内での常識となるため、身分差別意識の増長や実質的な格差を生む階級差別や学歴差別などの社会問題を造り出すために社会的には否定される。

公私混同に対しては、個人的には肯定的に捉えられている場合も存在しており、たとえばプライベートな時間には自身の意思で行動をすることになるが、そのような時に自身が成長や経験をすることができ今後の業務にも役立つような時間が過ごせているようならば公私混同によってより良い業績を実現できるというわけである。
　しかし、それらは私的観点であり、社会という公的観点と混同すると、それこそ公私混同になるので要注意である。